# High diving al Campionat del Món de natació de 2013 – femení
La competitió de high diving o salts de gran altura femení es va celebrar durant el Campionat del Món de natació de 2013 el dia 30 de juliol de 2013. La competició va ser dividida en tres rondres.

## Resultats[1][2]
| Posició | Saltador          | País         | Ronda 1 | Ronda 2 | Ronda 3 | Total  |
| ------- | ----------------- | ------------ | ------- | ------- | ------- | ------ |
| 1       | Cesilie Carlton   | Estats Units | 54.60   | 72.85   | 84.15   | 211.60 |
| 2       | Ginger Huber      | Estats Units | 62.40   | 79.05   | 65.25   | 206.70 |
| 3       | Anna Bader        | Alemanya     | 65.00   | 72.60   | 66.30   | 203.90 |
| 4       | Stephanie de Lima | Canadà       | 50.70   | 71.40   | 60.45   | 182.55 |
| 5       | Tara Hyer Tira    | Estats Units | 62.40   | 57.40   | 57.40   | 177.20 |
| 6       | Diana Tomilina    | Ucraïna      | 42.90   | 74.25   | 36.80   | 153.95 |